# Żyraków
Żyraków [ʐɨˈrakuf] est un village de la Gmina de Żyraków et du powiat de Dębica dans la Voïvodie des Basses-Carpates en Pologne.
Il est situé à environ 4 kilomètres au nord de Dębica et à 44 kilomètres à l'ouest de Rzeszów, la capitale régionale.